# Régiment de tirailleurs sénégalais du Dahomey
« Bataillon de tirailleurs sénégalais no 8 » redirige ici. Pour les autres significations, voir 8e bataillon.
Le régiment de tirailleurs sénégalais du Dahomey (RTSD) est un régiment des troupes coloniales françaises, stationné au Dahomey pendant la Seconde Guerre mondiale. Il est créé en 1927 comme bataillon de tirailleurs sénégalais et existe après-guerre comme bataillon autonome.

## Création et différentes dénominations
- 1er janvier 1927 : création du bataillon de tirailleurs sénégalais no 8 (BTS no 8)[1]
- ? : dissous[2]
- 1er janvier 1936 : nouvelle création du BTS no 8[2]
- 2 septembre 1939 : renommé 8e bataillon mobile de tirailleurs sénégalais (8e BMTS), forme également le 10e bataillon mobile de tirailleurs sénégalais[1]
- mars 1940 : redevient BTS no 8[1]
- 1er octobre 1940 : formation du régiment de tirailleurs sénégalais du Dahomey-Niger ouest[2]
- 1er décembre 1940 : renommé régiment de tirailleurs sénégalais du Dahomey[2]
- 1er octobre 1941 : renommé régiment de tirailleurs sénégalais du Dahomey-Togo[2]
- 1er octobre 1943 : redevient régiment de tirailleurs sénégalais du Dahomey[2]
- 1er janvier 1944 : devient bataillon de tirailleurs sénégalais du Dahomey (BTSD)[2]
- 1er juillet 1946 : renommé bataillon autonome du Dahomey (BAD)[2]
- 1er juillet 1947 : renommé bataillon autonome du Dahomey Sud (BADS)[2] et bataillon autonome du Dahomey Nord
- 1er mars 1950 : redevient BAD[2]
- 1er décembre 1958 : devient 8e bataillon d'infanterie de marine

## Historique
Un régiment de marche de tirailleurs sénégalais du Dahomey existe du 2 septembre 1893 jusqu'en 1894. Il combat pendant la seconde guerre du Dahomey.
Le BTS no 8 est créé à Ouidah à partir du 3e RTS dissous. En septembre 1939, le bataillon forme à Niamey (Niger) le 10e bataillon mobile de tirailleurs sénégalais.
Le RTSD regroupe des éléments à Cotonou, Ouidah, Kandi et Porto-Novo. Il est réduit en 1943 à la taille d'un bataillon après les prélèvements d'effectifs pour former l'Armée française de la Libération.
En juillet 1947, le BAD forme le bataillon autonome du Dahomey Sud et le bataillon autonome du Dahomey Nord. Ce dernier forme en janvier 1948 le détachement motorisé autonome no 4 à Parakou. Le DMA no 4, après une réduction d'effectifs en avril 1949, est dissous le 28 février 1950 et le bataillon autonome du Dahomey est recréé le lendemain. Le 1er avril 1950, l'ancien DMA no 4 devient le sous-groupement Dahomey-Nord du BAD.
De 1947 à 1958, le BAD/BADS compte une compagnie de fusiliers-voltigeurs motorisés, la 2e compagnie, déployée à Lomé au Togo. Le reste de l'effectif du BAD est réparti entre Cotonou (avec l'état-major), Ouidah, Parakou, Bembéréké et Kandi.

## Insignes
Le BTSD et le BAD ont un insigne globalement similaire : sur l'ancre des troupes coloniales, un archer africain bandant son arc. L'ancre porte en pointe l'étoile du Bénin. L'archer est une référence aux guerriers des rois d'Abomey,.
L'insigne du BTSD, homologué H.180 en 1947, porte sur la trabe de l'ancre les lettres BTS et sur les bras de l'ancre DAHOMEY, l'étoile étant gravée au centre de la lettre O. L'insigne du BAD, homologué G.1094 en 1954, diffère par la position des inscriptions, la couleur des éléments et le taille de l'étoile, plus grande et en relief. La description officielle de ce second insigne est : « écu grisaille chargé d’un tronc de nègre tirant à l’arc brochant sur l’ancre coloniale d’or, la trabe chargée du mot DAHOMEY, le diamant d’une étoile de sable ».

Représentation de l'insigne du DMA no 4.

Le DMA no 4 a également eu un insigne : une tête de lion sur l'ancre coloniale, avec l'inscription Dahomey sur le diamant. Homologué H.745 en février 1950, cet insigne n'a jamais été réalisé car l'unité a été dissoute quelques jours plus tard.

## Personnalités ayant servi au régiment
- Jacques Langlois de Bazillac, compagnon de la Libération, sert au BTS no 8 de 1937 à 1939
- Henri Fougerat, compagnon de la Libération, sert au BTS no 8 de 1938 à 1940
- Robert Quilichini, compagnon de la Libération, sert au BTS no 8 de 1938 à 1940

- Paul Baudemon, officier et écrivain, sert au BADS en 1948[8]

- Georges Delcamp, résistant communiste et officier, sert au BADS en 1948[9]